# Pokemon DP
Pokemon DP (англ. Pocket Monsters Diamond-Pearl Legend: Pokémon) — аніме-серіал, заснований на відеогрі Pokémon Diamond і Pearl. Всього вийшла 191 серія з вересня 2006 по вересень 2010.

## Сюжет
Регіон Сінно. Помічниця професора Роуена Міцумі відправляється на його прохання в гори, де знаходить нового Тарзана - Харет. Хлопчик з дивовижною здатністю знаходити спільну мову з покемонами хоче влитися в міське життя і стати тренером. Його мрія - знайти легендарного Діалком, здатного керувати часом. Чи зможе ця парочка і один неслухняний Піплап знайти саму невловиму з легенд, коли у них на шляху виникнуть десятки перепон?